# Дрекслер, Карл
Карл Дрекслер (нем. Karl Drechsler; 27 мая 1800, Каменц — 1 декабря 1873, Дрезден) — немецкий виолончелист и музыкальный педагог.
В юности играл в Дрездене в военном оркестре. Затем увлёкся виолончелью и в 1820 году был принят в придворный оркестр в Дессау как дополнительный виолончелист. По протекции Фридриха Шнайдера получил из герцогской казны средства для того, чтобы в 1824—1826 годах совершенствовать своё мастерство под руководством Фридриха Доцауэра. Затем вернулся в Дессау и работал в придворной капелле как солист и капельмейстер вплоть до 1871 года. Был также востребован как ансамблист.
Среди учеников Дрекслера — Фридрих Грюцмахер, Бернхард Коссман, Август Линднер, Карл Шрёдер, Фриц Эспенхан. Сын Дрекслера Луи Дрекслер (1827—1860) также учился у отца, затем у О. Франкомма, работал и преподавал в Эдинбурге; дочь Дрекслера вышла замуж в Шотландию, её дочь — скрипачка Берта Дрекслер Адамсон.